# Olympique de Valence
El Olympique de Valence es un equipo de fútbol de Francia que juega en la Ligue de Rhode-Alpes, la sexta liga de fútbol más importante del país.

## Historia
Fue fundado en el año 2005 en la ciudad de Valence, en el departamento de Drôme como el equipo que reemplazaría al anterior equipo de la ciudad, al ASOA Valence, el cual desapareció en agosto del 2005 mientras jugaba en la Championnat National, tercera división de Francia.
Tuvieron su temporada de debut en 2005/06 en la DH Rhône-Alpes, sexta división de Francia, en la cual acabaron en cuarto lugar, pero al año siguiente descendieron a la DHR Rhône-Alpes.
Solamente duraron un año en la sétima división, tras haber ganado el título, y en la temporada 2009/10 ascendieron a la CFA 2 tras ganar la DH Rhône-Alpes, donde en su año de debut quedaron subcampeones solo por detrás del Chambéry, pero la FFF les negó el derecho de ascender, aunque llegaron a la CFA para la temporada 2011/12, donde jugó hasta la temporada 2014.
En el año 2014 el club cambió su nombre por el de Olympique de Valence.

## Palmarés
- DH Rhône-Alpes: 1

2009/10
- DHR Rhône-Alpes: 1

2007/08

## Entrenadores
- Eric Vila (2005-06)
- Fabien Mira (2006-Hoy)